# Nikolai Cholodny
Nikolai Grigoryevich Cholodny (russe : Никола́й Григо́рьевич Холо́дный 22 juin 1882 - 4 mai 1953) est un microbiologiste influent qui travaille à l'Université de Kiev, en Ukraine, en URSS dans les années 1930.
Il est connu pour le modèle Cholodny-Went, qu'il développe indépendamment avec Frits Warmolt Went du California Institute of Technology. Bien qu'associés à la même théorie, les deux hommes ne se sont jamais rencontrés .

## Biographie
Cholodny travaille au Jardin botanique Fomine de Kiev, rattaché à l'Université de Kiev . Il est l'un des pionniers du concept selon lequel les microbes adhèrent aux surfaces, en utilisant la technique consistant à placer d'abord des lames de verre dans la terre pendant une période de temps mesurée, puis à utiliser un microscope pour examiner les lames ,. Le procaryote Leptothrix cholodnii porte son nom . En 1927, Cholodny propose que les cellules du coléoptile soient d'abord polarisées sous l'influence d'une exposition inégale à la lumière, de sorte que l'hormone de croissance puisse se diffuser plus rapidement vers le côté à l'ombre que dans toute autre direction. Went parvient à la même conclusion en 1928 et les noms des deux scientifiques sont attachés à la théorie controversée de Cholodny-Went .